# 島中雄三
島中 雄三（しまなか ゆうぞう、1881年2月18日 - 1940年9月16日）は、日本の社会運動家・文芸評論家・編集者・翻訳家。

## 生涯
奈良県磯城郡三輪町（現桜井市）に生まれる。父雄碩（ゆうせき）、母棹枝（さおえ）の二男。5歳年下の弟に中央公論編集長を経て同社社長になった嶋中雄作（兄との混同を避け島中より嶋中に改姓した）がいる。
奈良県立畝傍中学（現奈良県立畝傍高等学校）卒業後、東京法学院（現中央大学）に学ぶが中退。
福島四郎の「婦女新聞」の記者（編集、校正助手）として働いた時期に、同じ編集部で机を並べた3歳年上の下中弥三郎と知り合い、以後無二の親友となる。下中は後に平凡社を創立、「大人名事典」を発行するが、その中の「島中雄三」の項目は、社長の下中自身が執筆したものだった。
1906年（明治39年）7月、文化・評論雑誌「ヒラメキ」を発刊、主筆兼編集人に。主幹をつとめた雑誌「サンデー」や「新公論」にも下中は応援した。「翠湖」の筆名で文芸評論、短編小説、随想を書き始めたのはこの頃だった。
1919年（大正8年）、下中が創設した教員組合啓明会の世話人になり、自らも安部磯雄らと「文化学会」を旗揚げした。社会主義陣営内の戦線統一を図るための労働組合同盟会の結成に尽力した。
1920年（大正9年）12月、労働組合、学生団体、さまざまな思想的立場にある社会主義者を集めて「日本社会主義同盟」を結成した際、荒畑寒村、大杉栄、堺利彦、山川均らとともに発起人として参加した。
1924年（大正13年）6月28日、普通選挙法の実施が近いと考えた青野季吉、鈴木茂三郎、市川房枝、賀川豊彦らと無産政党の組織化を準備する「政治研究会」の設立に積極的に参画し、世話役として活躍。また下中、安部、秋田雨雀、菊池寛らと「日本フェビアン協会」を設立。1926年（大正15年）12月5日の社会民衆党結成にさいしては安部とともに主導的役割を果たし、中央執行委員に選出される。委員長には安部、書記長には片山哲が選ばれた。党結成大会では自作の宣言を読み上げた。
1929年（昭和4年）、東京市会議員選挙に2区（小石川区）から初出馬、市政の刷新を訴えた結果、東京全市で最高の得票で当選した。
1931年（昭和6年）、党満蒙問題調査委員として満州（中国東北部）へ渡り、同年、下中、赤松克麿らと、国家社会主義運動懇談会に参加。
1932年（昭和7年）に発足した日本国家社会主義学盟では顧問を務めたが、運動の決裂後、下中らと新日本国民同盟を結成した。この間、丸山鶴吉の東京市政革新同盟常任幹事となり、疑獄事件で汚れた市政刷新運動にも精力的に展開した。
1937年（昭和12年）、東京市会議員選挙に再出馬したものの、自ら育て上げた市政革新同盟の支援を得られず、落選した。
以降は翻訳・評論、文化学会出版部の活動に専念。童話作家小川未明の作品出版にも奔走、1925年『小川未明選集全6巻』の刊行にこぎつけた。1940年（昭和15年）9月16日、59歳で死去。墓碑は多磨霊園にあったが現存しない。